# Аренсхефт
Аренсхефт (њем. Ahrenshöft) општина је у њемачкој савезној држави Шлезвиг-Холштајн. Једно је од 132 општинска средишта округа Нордфризланд. Према процјени из 2010. у општини је живјело 524 становника. Посједује регионалну шифру (AGS) 1054002, NUTS (DEF07) и LOCODE (DE ASH) код.

## Географија
Аренсхефт се налази у савезној држави Шлезвиг-Холштајн у округу Нордфризланд. Општина се налази на надморској висини од 5 метара. Површина општине износи 8,8 km².

## Становништво
У самом мјесту је, према процјени из 2010. године, живјело 524 становника. Просјечна густина становништва износи 60 становника/km².